# Tibouchina inopinata
Tibouchina inopinata är en tvåhjärtbladig växtart som beskrevs av John Julius Wurdack. Tibouchina inopinata ingår i släktet Tibouchina och familjen Melastomataceae. Inga underarter finns listade i Catalogue of Life.